# Claudio Silvano
Claudio Silvano (en latín, Claudius Silvanus, fallecido el 7 de septiembre de 355) fue un general romano de infantería de ascendencia franca, usurpador en la Galia contra el emperador Constancio II durante 28 días en el año 355.

## Origen y Carrera
Silvano nació en Galia, el hijo de Bonito, un general franco-laético que había apoyado a Constantino I en la guerra civil contra Licinio. Como tantos otros francos de su tiempo, y como su padre antes que él, era un "bárbaro" leal y completamente romanizado en el servicio militar del Imperio. En el año 351, ocupaba el rango de tribuno y fue uno de los oficiales superiores que desertó al emperador Constancio II en la batalla de Mursa Major, después de haber apoyado inicialmente al usurpador Magnencio. Soldado capaz, Silvano finalmente fue promovido al rango de Magister equitum per Gallias un puesto crucial, posteriormente en 352-353 Constancio le encomendó personalmente la difícil tarea de expulsar a las tribus alamanas  que se dedicaban a saquear la Galia desde más allá del Rin y además de restaurar la autoridad romana que se había erosionado rápidamente en la provincia. Silvano cumplió con su cometido en buena parte sobornando a los líderes de las tribus con los impuestos que había recaudado y derrotando a aquellos que no accedieron al soborno.

## Juicio y usurpación
Miembros del gobierno de Constantino II lograron persuadirlo de que Silvano estaba planeando tomar el poder. Según Amiano, el prefecto pretoriano Lampadio y el extesorero, Eusebio, usaron una esponja mojada para alterar una carta enviada por Silvano a sus amigos en Roma. La carta ya alterada sugería que Silvano estaba tratando de ganar apoyo dentro del Senado para dar un golpe. La camarilla de la corte, con la excepción de sus colegas generales francos Malarico y Mallobaudes, estaba aliados en contra de Silvano. Los cortesanos Apodemio y Dynamio crearon correspondencia falsificada que incrementó las dudas sobre la lealtad de Silvano. Constancio entonces llevó a cabo un juicio donde los aliados de Silvano tuvieron éxito al derrotar las acusaciones espurias contra el general. Pero Silvano, ajeno al éxito de sus partidarios, respondió a la amenaza de condena y ejecución proclamándose emperador el 11 de agosto de 355 en Colonia Agrippina (Colonia). El historiador Michael Kulikowski ha argumentado que dicho episodio fue una invención posterior, creada como una excusa para que Constancio II pudiese librarse de Silvano si éste se convertía en una amenaza, argumentando que hasta la fecha no se han encontrado monedas acuñadas con la imagen de Silvano, ya que prácticamente todos los usurpadores acuñaron monedas como un intento de legitimar su autoridad.

## Muerte
Constancio II, que se alojaba en Milán, ordenó a Silvano que se presentara personalmente en la corte, y luego envió a Ursicino para relevar del puesto a Silvano. Ursicino estaba en desacuerdo con la camarilla de Constancio, y Silvano sin duda confiaba en el veterano general. La carta que Ursicinio entregó a Silvano no indicaba que Constancio supiese de las intenciones de Silvano por hacerse del poder, por lo que se consideró a salvo. Sin embargo al parecer Ursicinio traicionó y preparó el asesinato de Silvano a través de algunos soldados rebeldes, quienes mataron a los guardias del usurpador y Silvano fue capturado en la iglesia cristiana donde estaba orando y fue asesinado.